# Ирина Давидова
Ирина Андрејевна Давидова (рус. Ири́на Андре́евна Давы́дова; Александров, Владимирска област, 27. мај 1988) руска је атлетичарка, специјалиста за трчање на 400 метара са препонама. Чланица је клуба МГФСО из Москве, а тренери су јој Александар Сичев и Николај Чемерисов.

## Спортска биографија
Давидова се почела бавити алетиком са 12 година у свом родном Александрову. Први тренер јој је био Александар Свирчев. У првих неколико година није имала значајније резултате, али је стицала искуство кроз европски клупско такмичење јунорских клубова 2006. у Москви и 2007. у Брну. Такмичила се за клуб Луч из Москве. Резултати у дисциплинама 400 м и 400 препоне били су виши од 60 секунди.
Кроз ова такмичења Давидова је напредовала и сваке године је била све боља. На Националном првенству за млађе сениоре (У-23), 2008. у трци на 400 метара препоне побољшала је резултат на 58,62, што јој је донело бронзану медаљу. У 2009. одлучила је трчати на 400 метара у дворани што јој је донело друго место у Москви, а прво на Националном првенству У-23 у дворани.
Радом у зимској сезони у 2009. добила је на брзини, коју је искористила у сезони на отвореном и свој лични резултат на 400 м препоне спустила за 2 секунде, освојивши у првенство Москве У-23 са 56,38, а затим резултатом 56,14 злато на национално првенству У-23, уз карту за Каунас на У-23 првенство Европе. У Литванији је била пета, а за освајање медаље требало је поставити нови лични рекорд.
Следеће године Давидова прелази у Москву, због бољих услова за напредовање. У главном граду је почела да ради са Николајем Чемерисовим, тренером спринтерке, олимпијске победнице за штафетом Јевгеније Пољакове и низом других руских мушких и женских спринтера.
У 2010. Ирина поново је била најбоља у Русији у категорији млађих сениора (У-23) са новим личним рекордом од 55,74 и по први пут се такмичила у финалу руског првенства за сениоре. Међутим, резултатом 57,60, била је седма.
Следеће године освојила је бронзану медаљу на државном првенству и поставила нови лични рекорд (55,48), али није испунила норму за светско првенству у Тегуу. Уместо на Светско првенству отишла је на Летњу универзијаду у Шенџену у Кини, где је освојила сребро иза европске првакиње у категорији млађих сениора Ане Јорошук из Украјине са 55,50.
Давидова и њен тренер није следила пример већине препонских тркача, који су прескочили зимску сезону у олимпијској години. Одлучили су да се такмиче у дворани на 400 метара. Давидова, који никада није трчала 53 секунде у овом случају, успела да постигне 51,94 на зимском националном првенству. Била је трећа иза олимпијских победница са руском штафетом 4 х 400 м Александром Федоривом и Јулијом Гушчином, па је Давидова заједно са Федоривом изабрана у репрезентацију за Светско првенство у атлетици у дворани 2012. у Истанбулу, где је стигла до полуфинала.
На такмичењу у Сочију 27. маја 2012. на 400 м препоне, постиже резултат од 53,87 секунди, што је за 1,5 секунди било боље од њеног личног рекорда. Тим упсехом Давидова је постала лидер светске листе у тој сезони, улази у репрезентацију Русије за Олимпијске игре у Лондону и постаје озбиљан кандидат за олимпијску медаљу. Постићи такав успех у једној години на тако високом нивоу изгледало је немогуће. Али Давидова доказује супротно победама на Печенкин купу и Меморијалу Жуковски, а затим је била једна од ретких лидера руске екипе које су одлучиле да учествују на Европском првенству у Хелсинкију иако су је за месец дана очекивале Олимпијске игре у Лондону.
У Хелсинкију трчи пуном снагом и постаје првакиња Европе побољшавајући водећи светски резултат за 2012. и лични рекорд на 53,77. Након тога Давидова добија специјалну позивницу (вајлд кард: wild-card) да учествује на свом првом митингу Дијамантске лиге у Лондону, који се оджавао недељу дана пре Олимпијаских игара, Била је друга изгубивши од домаће такмичерке Пери Шејкс Дрејтон која је победила у времену личног рекорда Давидове 53,77.
На Олимпијским играма, вероватно преморена због великог броја такмичења од почетка сезоне, није успела да се пласира у финале (55,86).
У 2013. Давидова је пропустила зимску сезону и од већих такмичења појавила се на Универзијади у Казању, освојивши треће место са 54,79. Учествовала је и на Светском првенству 2013 у Москви, али је и ту заустављена у полуфиналу (55,05).
Вам тренинга и такмичења Ирена Давидова, нема много времена за забаву. У слободно време воли вез, одлазак у биоскопе и кафиће са својим пријатељима и игром на забавама (само у вансезони). Године 2012. дипломирала је на Правном факултету у Москви.

## Значајнији резултати
| Год. | Такмичење                   | Место                        | Пласман | Дисциплина     | Резултат |
| ---- | --------------------------- | ---------------------------- | ------- | -------------- | -------- |
| 2011 | Универзијада                | Шенџен, Кина                 |         | 400 м. препоне | 55,50    |
| 2012 | Светско првенство у дворани | Истанбул, Турска             | 10      | 400 м          | 53,02    |
| 2012 | Европско првенство          | Хелсинки, Финска             |         | 400 м препоне  | 53,77    |
| 2012 | Олимпијске игре             | Лондон, Уједињено Краљевство | 16      | 400 м препоне  | 55,86    |
| 2013 | Универзијада                | Казањ, Русија                |         | 400 м препоне  | 54,79    |
| 2013 | Светско првенство           | Москва, Русија               | 10      | 400 м          | 55,05    |
| 2014 | Светско првенство у дворани | Сопот, Пољска                | 6. (пф) | 4 x 400 м      | 3:30,87  |
| 2014 | Европско првенство          | Цирих, Швајцарска            |         | 400 м препоне  | 54,60    |

## Лични рекорди
на отвореном
400 м препоне — 53,77, Хелсинки, 29. јун 2012.
у дворани
400 м — 51,94, Москва, 22. фебруар 2012.